# تراموا تروندهایم
تراموا تروندهایم (انگلیسی: Trondheim Tramway) سیستم تراموا در شهر تروندهایم، نروژ است که که در سال ۱۹۰۱ تأسیس شده و دارای یک خط، ۲۱ ایستگاه و ۸٫۸ کیلومتر طول است. 